# Daivovský nápis
Daivovský nápis, též XPh, je staroperský nápis nacházející se v Persepoli jež byl vytvořen na příkaz krále Xerxa I. vládnoucího v letech 486–465 př. n. l. Kromě staroperské verze se dochoval také v elamštině a babylónštině. Je významným především tím že se zmiňuje o porážce země kde byly uctíváni daiové a o zničení chrámu daivů (daivadána), čemuž následovalo zavedení kultu Ahuramazdy.
Co přesně je myšleno v nápisu pod pojmem daiva není zcela jasné. Podle některých názorů hovoří o božstvech cizích zemí a jejich chrámu. V tom případě mohlo jít o Mardukův chrám v Babylónu, jak navrhoval Hans Hartmann a Henrik Samuel Nyberg, či o nějakého egyptského božstva nebo athénského Parthenónu jak navrhoval Isidore Lévy. V takovém případě však působí nepravděpodobně zmínka nápisu o následném kultu Ahuramazdy. Podle jiných názorů slovo daiva odpovídá svým kontextem avestánskému daéva „démon“, což by napovídalo že Xerxés byl zarathuštristou a dobytá země byla obýváná nějakým íránským národem, jež zarathušrismus nepřijal a dál vyznával staré náboženství.